# Ханс Шварц
Ханс Шварц (Немачка, 1. март 1913 - 31. мај 1991) био је немачки фудбалер који је играо за репрезентацију Немачке.

## Каријера
Шварц је своју фудбалску каријеру започео у клубу ФК Викториа Хамбург.

## Репрезентација
За  репрезентацију Немачке је дебитовао 1934.